# Reintroduzione

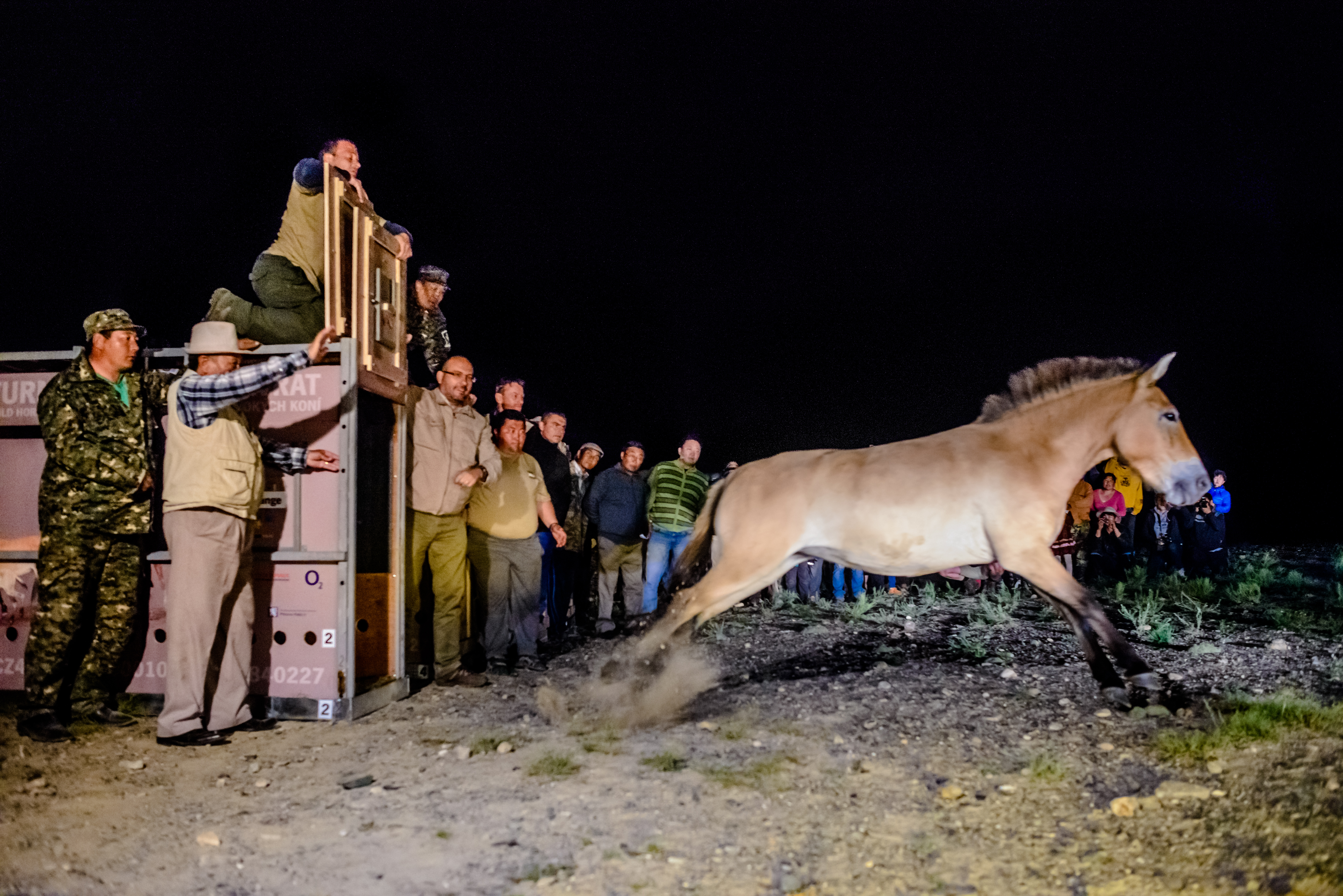
Un cavallo di Przewalski rilasciato allo stato brado in Mongolia, come parte del progetto Return of the Wild Horses.

La reintroduzione di specie animali è il rilascio deliberato in natura di una specie precedentemente estinta o scomparsa. Gli esemplari vengono rilasciati dalla cattività o da altre aree in cui la specie è stata in grado di sopravvivere.
L'obiettivo della reintroduzione delle specie è stabilire una popolazione sana, geneticamente diversificata e autosufficiente in un'area in cui è stata estirpata o aumentare una popolazione esistente: le specie che possono essere idonee per la reintroduzione sono tipicamente quelle minacciate di estinzione in natura. Tuttavia, la reintroduzione di una specie può essere anche motivata da scopi diversi dalla tutela della biodiversità: ad esempio, i lupi furono talvolta reintrodotti nelle aree selvatiche del Nord America per frenare la sovrappopolazione di cervi. Poiché la reintroduzione può comportare il ritorno di specie autoctone nelle località in cui erano state estirpate, alcuni preferiscono il termine "ristabilimento".
Da migliaia di anni gli esseri umani reintroducono specie a scopo alimentare e per il controllo dei parassiti. Tuttavia, la pratica della reintroduzione a scopo conservativo è molto più recente, a partire dal XX secolo.

## Metodi per reperire individui
Esistono diversi approcci alla reintroduzione delle specie. La strategia ottimale dipenderà dalla biologia dell'organismo. La prima questione da affrontare quando si inizia la reintroduzione di una specie è se procurarsi individui in situ, da popolazioni selvatiche, o ex situ, dalla prigionia in uno zoo o in un giardino botanico, per esempio.

### In situsourcing
L'in situ sourcing per i ripristini comporta lo spostamento di individui da una popolazione selvatica esistente a un nuovo sito dove la specie era stata precedentemente estirpata. Idealmente, le popolazioni dovrebbero essere reperite in situ quando possibile a causa dei numerosi rischi associati alla reintroduzione di organismi da popolazioni in cattività in natura. Per garantire che le popolazioni reintrodotte abbiano le migliori possibilità di sopravvivere e riprodursi, gli individui dovrebbero provenire da popolazioni che assomigliano geneticamente ed ecologicamente alla popolazione ricevente. In generale, il sourcing da popolazioni con condizioni ambientali simili a quelle del sito di reintroduzione massimizzerà la possibilità che gli individui reintrodotti siano ben adattati all'habitat del sito di reintroduzione, altrimenti ci sono possibilità che non si inseriscano nel loro ambiente.
Una considerazione per l'in situ sourcing è in quale fase della vita gli organismi dovrebbero essere raccolti, trasportati e reintrodotti. Ad esempio, nel caso delle piante, spesso è ideale trasportarle come semi poiché in questa fase hanno le migliori possibilità di sopravvivere alla traslocazione. Tuttavia, alcune piante sono difficili da stabilizzare come seme e potrebbe essere necessario traslocarle da giovani o da adulte.

### Ex situ sourcing
Nelle situazioni in cui la raccolta in situ di individui non è fattibile, come nel caso di specie rare e in via di estinzione con troppo pochi individui esistenti in natura, è possibile la raccolta ex situ. I metodi di raccolta ex situ consentono la conservazione di individui che hanno un alto potenziale di reintroduzione. Esempi di conservazione includono il germoplasma conservato nelle banche dei semi, nelle banche dello sperma e degli ovuli, nella crioconservazione e nella coltura dei tessuti. I metodi che consentono la conservazione di un numero elevato di individui mirano anche a massimizzare la diversità genetica. I materiali immagazzinati generalmente hanno una lunga durata di conservazione, ma alcune specie perdono la vitalità se immagazzinate come semi. Le tecniche di coltura dei tessuti e di crioconservazione sono state perfezionate solo per poche specie.
Gli organismi possono anche essere tenuti in collezioni viventi in cattività. Le collezioni viventi sono più costose della conservazione del germoplasma e quindi possono supportare solo una frazione degli individui rispetto all'ex situ sourcing. Il rischio aumenta quando si ricercano individui da aggiungere alle collezioni viventi. La perdita di diversità genetica è preoccupante perché vengono immagazzinati meno individui. Gli individui possono anche adattarsi geneticamente alla cattività, il che spesso influisce negativamente sull'idoneità riproduttiva degli individui stessi. L'adattamento alla cattività può rendere gli individui meno adatti alla reintroduzione in natura. Pertanto, dovrebbero essere compiuti sforzi per replicare le condizioni naturali e ridurre al minimo il tempo trascorso in cattività, quando possibile.

## Successi e fallimenti

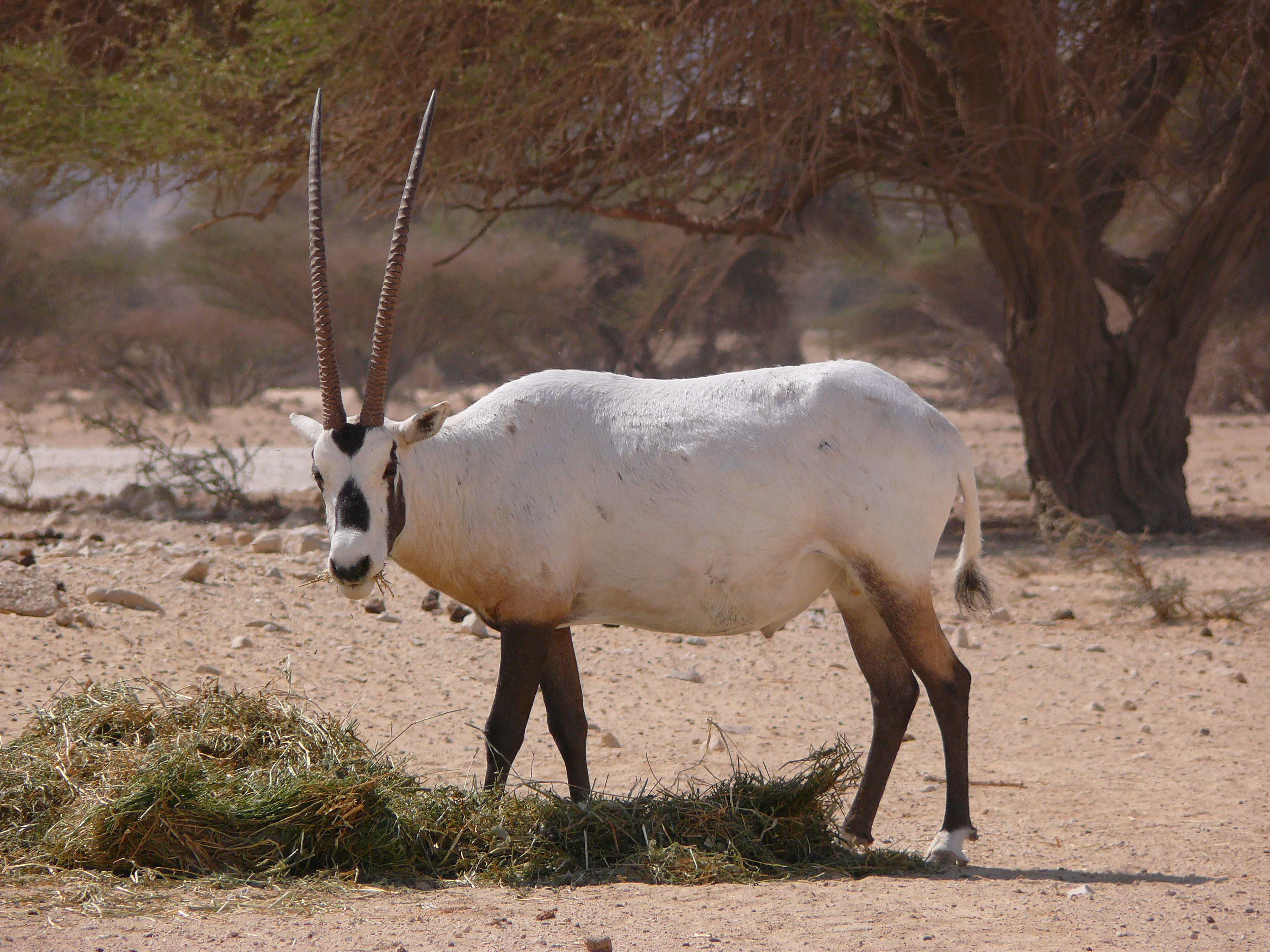
L'Oryx leucoryx fu reintrodotto in Oman e Israele nel XX secolo.

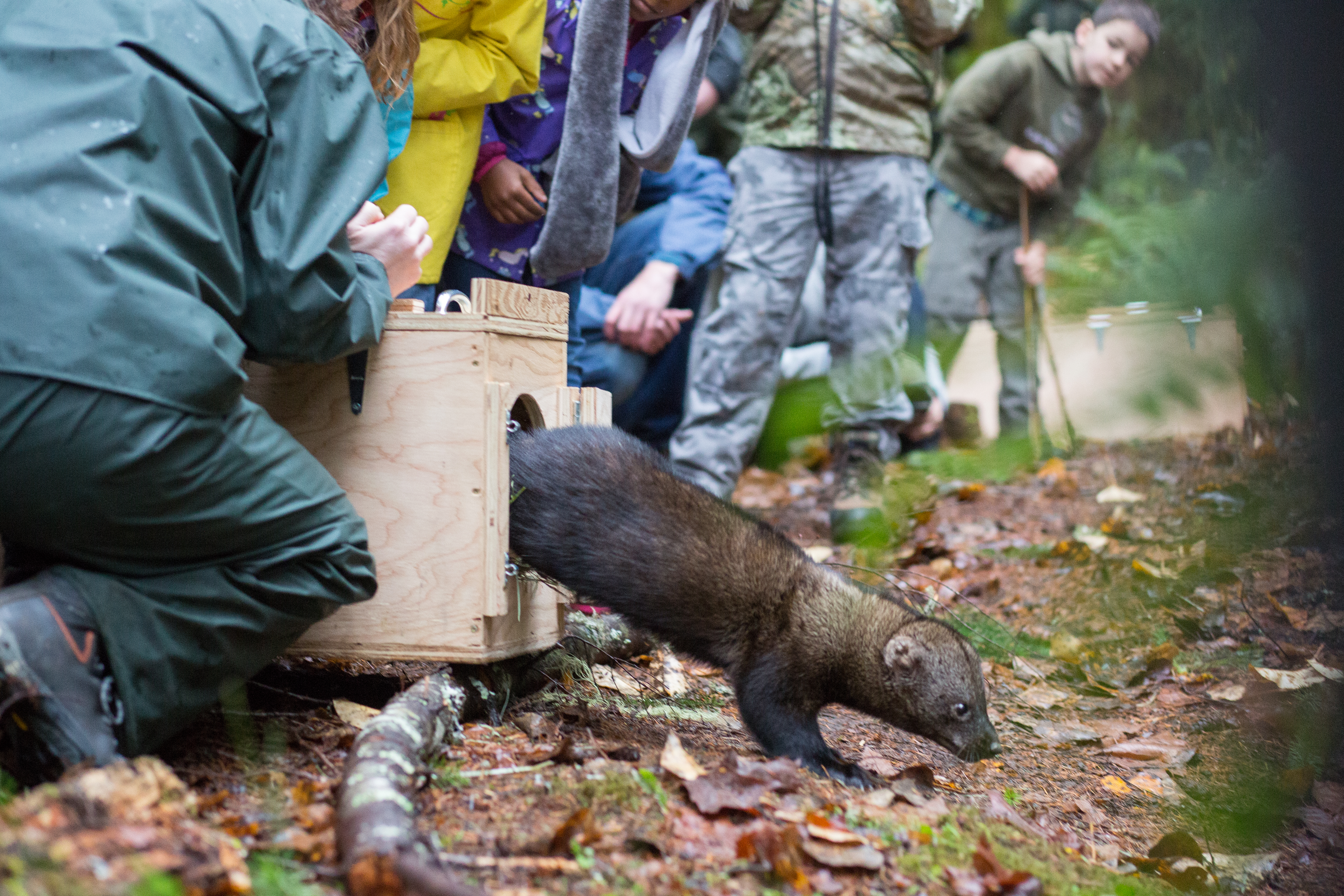
Una martora di Pennant viene reintrodotta nella foresta nazionale di Gifford Pinchot, nel sud dello Stato di Washington.

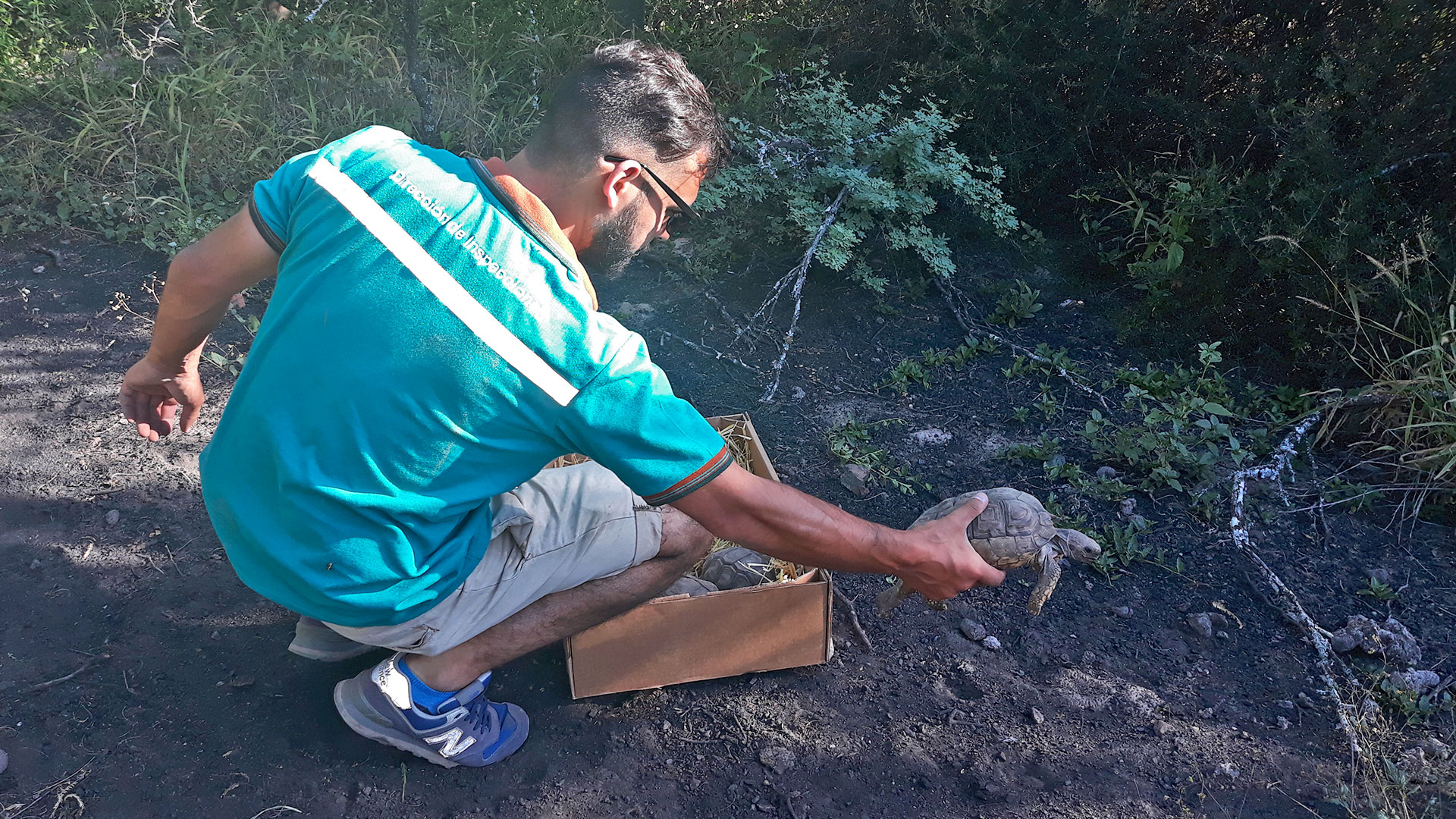
Una tartaruga terrestre argentina rilasciata in natura a Santiago del Estero, in Argentina.

La biologia della reintroduzione è una disciplina relativamente giovane e continua ad essere un work in progress. Non esiste una definizione rigorosa e accettata di successo della reintroduzione, ma è stato proposto che i criteri ampiamente utilizzati per valutare lo stato di conservazione dei taxa in via di estinzione, come i criteri della Lista Rossa IUCN, dovrebbero essere utilizzati per valutare il successo della reintroduzione. Programmi di reintroduzione di successo dovrebbero produrre popolazioni vitali e auto-sostenibili a lungo termine. L'IUCN/SSC Re-introduction Specialist Group & Environment Agency, nelle loro Global Re-introduction Perspectives del 2011, hanno compilato casi di reintroduzione da tutto il mondo. Sono stati riportati 184 casi di studio su una serie di specie che includevano invertebrati, pesci, anfibi, rettili, uccelli, mammiferi e piante. Le valutazioni di tutti gli studi includevano obiettivi, indicatori di successo, sintesi del progetto, principali difficoltà affrontate, principali lezioni apprese e successo del progetto con le ragioni del successo o del fallimento. Una valutazione simile focalizzata esclusivamente sulle piante ha riscontrato alti tassi di successo per la reintroduzione di specie rare. Un'analisi dei dati del Center for Plant Conservation International Reintroduction Registry ha rilevato che, per i 49 casi in cui i dati erano disponibili, il 92% delle popolazioni vegetali reintrodotte è sopravvissuta due anni. La popolazione di tigri siberiane è passata da 40 individui negli anni '40 a circa 500 nel 2007. Risulta la più grande popolazione di tigri non frammentata al mondo. Tuttavia, un'elevata percentuale di traslocazioni e reintroduzioni non è riuscita a stabilire popolazioni autosufficienti. Ad esempio, in Cina la reintroduzione dei panda giganti in cattività ha avuto effetti contrastanti. I primi panda liberati dalla prigionia morirono tutti rapidamente dopo la reintroduzione. Anche con il miglioramento della loro capacità di reintrodurre i panda, rimane la preoccupazione su come se la caveranno tali animali allevati in cattività con i loro parenti selvatici.
Molti fattori possono attribuire al successo o al fallimento di una reintroduzione. Predatori, cibo, agenti patogeni, concorrenti e condizioni meteorologiche possono tutti influenzare la capacità di una popolazione reintrodotta di crescere, sopravvivere e riprodursi. Il numero di animali reintrodotti in un tentativo dovrebbe variare anche in base a fattori quali il comportamento sociale, i tassi di predazione previsti e la densità in natura. Gli animali allevati in cattività possono sperimentare stress durante la prigionia o la traslocazione, che può indebolire il loro sistema immunitario. Le linee guida per la reintroduzione dell'IUCN sottolineano la necessità di una valutazione della disponibilità di habitat idonei come componente chiave della pianificazione della reintroduzione. Una scarsa valutazione del sito di rilascio può aumentare le possibilità che la specie rigetti il sito e magari si sposti in un ambiente meno adatto. Ciò può ridurre l’idoneità della specie e quindi diminuire le possibilità di sopravvivenza. Essi affermano che il ripristino dell'habitat originale e il miglioramento delle cause di estinzione devono essere esplorati e considerati condizioni essenziali per questi progetti. Sfortunatamente, il periodo di monitoraggio che dovrebbe seguire le reintroduzioni spesso rimane trascurato.

## Considerazioni genetiche
Quando una specie è stata estirpata da un sito in cui esisteva in precedenza, gli individui che costituiranno la popolazione reintrodotta devono provenire da popolazioni selvatiche o in cattività. Quando si ricercano individui per la reintroduzione, è importante considerare l'adattamento locale, l'adattamento alla cattività (per la conservazione ex situ), la possibilità di depressione da consanguineità e depressione da incrocio, la tassonomia, l'ecologia e la diversità genetica della popolazione di origine. Le popolazioni reintrodotte sperimentano una maggiore vulnerabilità alle influenze di deriva, selezione e processi evolutivi del flusso genico dovuti alle loro piccole dimensioni, alle differenze climatiche ed ecologiche tra gli habitat di origine e nativi e alla presenza di altre popolazioni compatibili con l'accoppiamento.
Se la specie prevista per la reintroduzione è rara in natura, è probabile che abbia un numero di popolazione insolitamente basso e occorre prestare attenzione per evitare la consanguineità e la depressione da consanguineità. La consanguineità può modificare la frequenza della distribuzione allelica in una popolazione e potenzialmente comportare un cambiamento nella diversità genetica cruciale. Inoltre, depressione da incrocio può verificarsi se una popolazione reintrodotta può ibridarsi con popolazioni esistenti in natura, il che può provocare una prole con una forma fisica ridotta e un minore adattamento alle condizioni locali. Per ridurre al minimo entrambi, i professionisti dovrebbero procurarsi di individui in modo da catturare quanta più diversità genetica possibile e tentare di far corrispondere il più possibile le condizioni del sito di origine alle condizioni del sito locale.
Nelle reintroduzioni delle specie si suggerisce di catturare quanta più diversità genetica possibile, misurata come eterozigosità. Alcuni protocolli suggeriscono che l'approvvigionamento di circa 30 individui da una popolazione catturerà il 95% della diversità genetica. Mantenere la diversità genetica nella popolazione ricevente è fondamentale per evitare la perdita di adattamenti locali essenziali, minimizzare la depressione da consanguineità e massimizzare la forma fisica della popolazione reintrodotta.

### Somiglianza ecologica

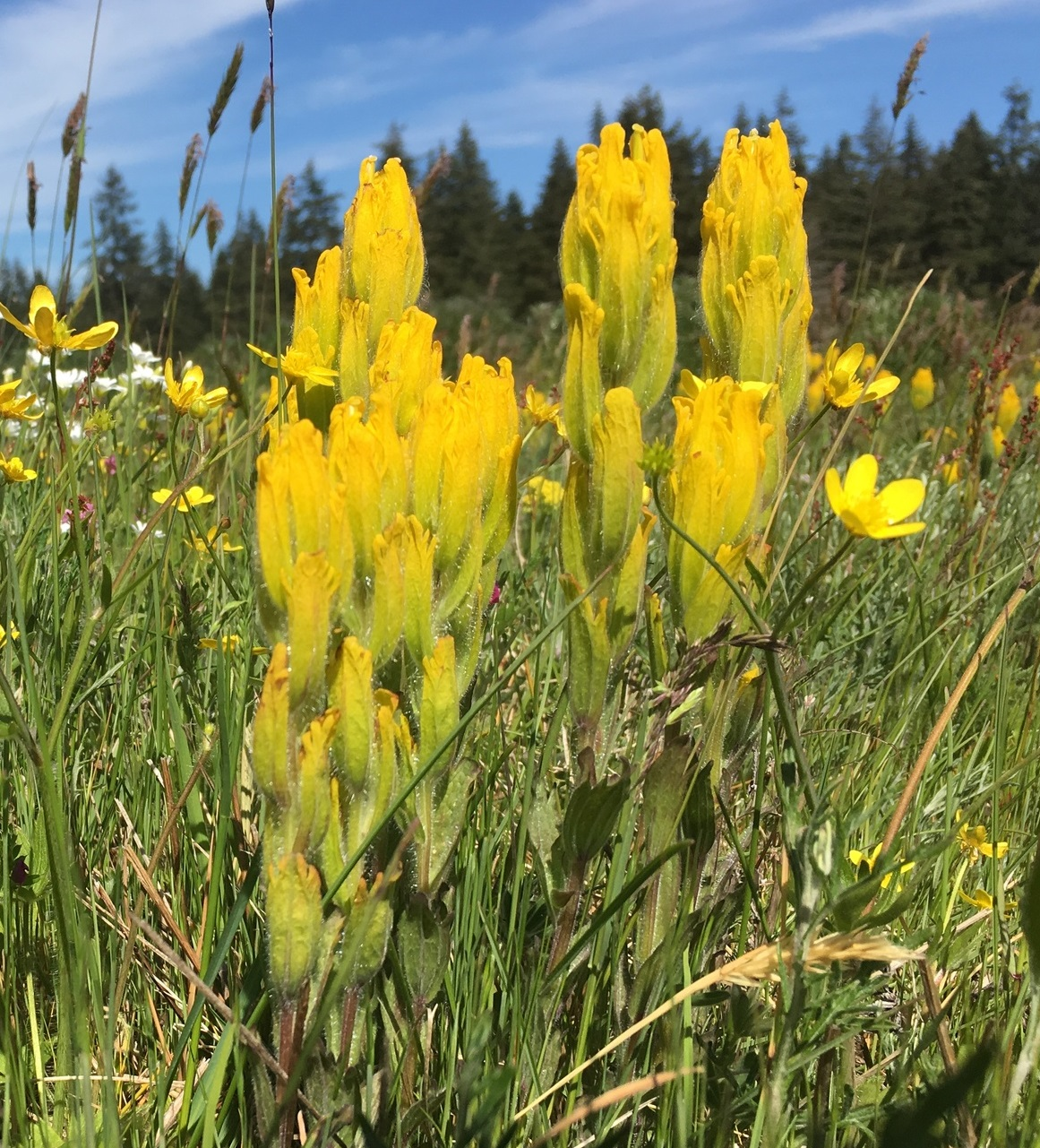
Esemplari di Castilleja levisecta, usata per uno studio sulla reintroduzione.

Le piante o gli animali sottoposti a reintroduzione possono mostrare una forma fisica ridotta se non sono sufficientemente adattati alle condizioni ambientali locali. Pertanto, i ricercatori dovrebbero considerare la somiglianza ecologica e ambientale dei siti di origine e di destinazione quando selezionano le popolazioni per la reintroduzione. I fattori ambientali da considerare includono le caratteristiche del clima e del suolo (pH, percentuale di argilla, limo e sabbia, percentuale di combustione del carbonio, percentuale di combustione di azoto, concentrazione di Ca, Na, Mg, P, K). Storicamente, l'approvvigionamento di materiale vegetale per le reintroduzioni ha seguito la regola "locale è migliore", come il modo migliore per preservare gli adattamenti locali, con individui per le reintroduzioni selezionati dalla popolazione geograficamente più vicina. Tuttavia, in un esperimento di trapianto (ossia una sperimentazione per testare l'effetto dell'ambiente spostando due specie dai loro ambienti nativi in un ambiente comune), è stato dimostrato che la distanza geografica non è un indicatore sufficiente di idoneità. Inoltre, i previsti cambiamenti climatici hanno portato allo sviluppo di nuovi protocolli di approvvigionamento dei semi che mirano a procurarsi i semi che si adattano meglio alle condizioni climatiche del progetto. Le agenzie di conservazione hanno sviluppato zone di trasferimento dei semi che fungono da linee guida per quanto lontano può essere trasportato il materiale vegetale prima che abbia prestazioni scadenti. Le zone di trasferimento dei semi tengono conto della prossimità, delle condizioni ecologiche e climatiche per prevedere come le prestazioni delle piante varieranno da una zona all'altra. Uno studio sulla reintroduzione di Castilleja levisecta ha rilevato che le popolazioni di origine fisicamente più vicine al sito di reintroduzione hanno ottenuto i risultati peggiori in un esperimento sul campo, mentre quelle della popolazione di origine le cui condizioni ecologiche corrispondevano maggiormente al sito di reintroduzione hanno ottenuto i risultati migliori, dimostrando l'importanza della corrispondenza gli adattamenti evoluti di una popolazione alle condizioni del sito di reintroduzione.

### Adattamento alla cattività
Alcuni programmi di reintroduzione utilizzano piante o animali provenienti da popolazioni in cattività per formare una popolazione reintrodotta. Quando si reintroducono individui da una popolazione in cattività in natura, esiste il rischio che si siano adattati alla cattività a causa della selezione differenziale dei genotipi in cattività rispetto a quelli selvatici. La base genetica di questo adattamento è la selezione di alleli rari e recessivi che sono deleteri in natura ma preferiti in cattività. Di conseguenza, gli animali adattati alla cattività mostrano una ridotta tolleranza allo stress, una maggiore docilità e una perdita di adattamenti locali. Le piante possono anche mostrare adattamenti alla cattività attraverso cambiamenti nella tolleranza alla siccità, nei requisiti di nutrienti e nei requisiti di dormienza dei semi. La portata dell'adattamento è direttamente correlata all'intensità della selezione, alla diversità genetica, alla dimensione effettiva della popolazione e al numero di generazioni in cattività. Le caratteristiche selezionate per la cattività sono estremamente svantaggiose in natura, quindi tali adattamenti possono portare a una ridotta forma fisica dopo la reintroduzione. I progetti di reintroduzione che introducono animali selvatici generalmente registrano tassi di successo più elevati rispetto a quelli che utilizzano animali allevati in cattività. L'adattamento genetico alla cattività può essere ridotto al minimo attraverso metodi di gestione: massimizzando la durata della generazione e il numero di nuovi individui aggiunti alla popolazione in cattività; minimizzando la dimensione effettiva della popolazione, il numero di generazioni trascorse in cattività e le pressioni selettive (agenti esterni che influenzano la capacità di un organismo di sopravvivere in un dato ambiente). Per le piante, la riduzione al minimo dell'adattamento alla cattività si ottiene solitamente acquistando materiale vegetale da una banca dei semi, dove gli individui vengono conservati come semi raccolti in natura e non hanno avuto la possibilità di adattarsi alle condizioni di cattività. Tuttavia, questo metodo è plausibile solo per le piante con semi dormienti.

### Scambi genetici
Nelle reintroduzioni dalla cattività, la traslocazione di animali dalla cattività allo stato selvatico ha implicazioni sia per le popolazioni in cattività che per quelle selvatiche. La reintroduzione di animali geneticamente preziosi dalla cattività migliora la diversità genetica delle popolazioni reintrodotte mentre impoverisce le popolazioni in cattività; al contrario, gli animali allevati in cattività geneticamente preziosi possono essere strettamente imparentati con individui in natura e quindi aumentare il rischio di depressione da consanguineità se reintrodotti. L’aumento della diversità genetica è favorito dalla rimozione di individui geneticamente sovra-rappresentati dalle popolazioni in cattività e dall’aggiunta di animali con bassa parentela genetica alla natura selvaggia. Tuttavia, in pratica, si raccomanda la reintroduzione iniziale di individui con basso valore genetico nella popolazione in cattività per consentire la valutazione genetica prima della traslocazione di individui di valore.

## Miglioramento delle tecniche di ricerca
Un approccio cooperativo alla reintroduzione da parte di ecologisti e biologi potrebbe migliorare le tecniche di ricerca. Sia per la preparazione che per il monitoraggio delle reintroduzioni, si incoraggiano crescenti contatti tra biologi accademici della popolazione e gestori della fauna selvatica all'interno della Survival Species Commission e della IUCN. Quest'ultima afferma che una reintroduzione richiede un approccio multidisciplinare che coinvolge un team di persone provenienti da contesti diversi. Uno studio di Wolf e altri nel 1998 ha indicato che il 64% dei progetti di reintroduzione hanno utilizzato opinioni soggettive per valutare la qualità dell'habitat. Ciò significa che la maggior parte delle valutazioni sulla reintroduzione si è basata su prove aneddotiche umane e non abbastanza su risultati statistici. Seddon e altri (2007) suggeriscono che i ricercatori che contemplano future reintroduzioni dovrebbero specificare gli obiettivi, lo scopo ecologico generale e le limitazioni tecniche e biologiche intrinseche di una data reintroduzione, e i processi di pianificazione e valutazione dovrebbero incorporare approcci sia sperimentali che modellistici.
Monitorare la salute degli individui, così come la sopravvivenza, è importante; sia prima che dopo la reintroduzione. Potrebbe essere necessario un intervento se la situazione si rivela sfavorevole. I modelli di dinamica della popolazione che integrano parametri demografici e dati comportamentali registrati sul campo possono portare a simulazioni e test di ipotesi a priori. Utilizzare i risultati precedenti per progettare ulteriori decisioni ed esperimenti è un concetto centrale della gestione adattiva. In altre parole, imparare facendo può aiutare nei progetti futuri. Gli ecologisti delle popolazioni dovrebbero quindi collaborare con biologi, ecologisti e addetti alla gestione della fauna selvatica per migliorare i programmi di reintroduzione.

### Monitoraggio genetico
Affinché le popolazioni reintrodotte possano stabilire e massimizzare con successo l'idoneità riproduttiva, i professionisti dovrebbero eseguire test genetici per selezionare quali individui saranno i fondatori delle popolazioni reintrodotte e per continuare a monitorare le popolazioni dopo la reintroduzione. Sono disponibili numerosi metodi per misurare la parentela genetica e la variazione tra gli individui all'interno delle popolazioni. Gli strumenti comuni di valutazione della diversità genetica includono marcatori microsatelliti, analisi del DNA mitocondriale, allozimi e AFLP. Dopo la reintroduzione, è possibile utilizzare strumenti di monitoraggio genetico per ottenere dati quali l'abbondanza della popolazione, dimensione effettiva della popolazione e struttura della popolazione e può anche essere utilizzato per identificare casi di consanguineità all'interno di popolazioni reintrodotte o ibridazione con popolazioni esistenti che sono geneticamente compatibili. Si raccomanda il monitoraggio genetico a lungo termine dopo la reintroduzione per monitorare i cambiamenti nella diversità genetica della popolazione reintrodotta e determinare il successo di un programma di reintroduzione. Cambiamenti genetici avversi come la perdita di eterozigosi possono indicare che un intervento di gestione, come l'integrazione della popolazione, è necessario per la sopravvivenza della popolazione reintrodotta.

## Re-introduction Specialist Group (RSG)
L'RSG è una rete di specialisti il cui obiettivo è combattere la continua e massiccia perdita di biodiversità utilizzando le reintroduzioni come strumento responsabile per la gestione e il ripristino della biodiversità stessa. Lo fa sviluppando e promuovendo attivamente informazioni scientifiche, politiche e pratiche interdisciplinari per stabilire popolazioni selvatiche vitali nei loro habitat naturali. Il ruolo dell'RSG è quello di promuovere il ripristino di popolazioni vitali in natura di animali e piante. La necessità di questo ruolo è stata avvertita a causa della crescente domanda da parte dei professionisti della reintroduzione, della comunità globale della conservazione e dell'aumento dei progetti di reintroduzione in tutto il mondo.
Un numero crescente di specie animali e vegetali stanno diventando rare o addirittura estinte in natura. Nel tentativo di ristabilire le popolazioni, le specie possono – in alcuni casi – essere reintrodotte in un’area, sia attraverso la traslocazione da popolazioni selvatiche esistenti, sia reintroducendo animali allevati in cattività o piante propagate artificialmente.

## Lista di specie reintrodotte

### Italia
- Stambecco - Estinto dovunque tranne che nel Gran Paradiso, successivamente reintrodotto nel restante arco alpino.[43]
- Grifone Eurasiatico - Estinto ovunque tranne che in Sardegna, è stata reintrodotto con successo in Sicilia, in Calabria, in Basilicata, Friuli-Venezia-Giulia, in Abruzzo ed in alcune zone dell'arco alpino.[44][45]
- Ibis eremita - Reintroduzione in Italia in corso.[46][47]
- Gipeto - Estinto in Italia dal XX secolo. Alcuni esemplari sono stati reintrodotti nel Parco Nazionale del Mercantour (Francia) dal 1993 e Parco Naturale delle Alpi Marittime (Italia) dal 1994 e nel 2000 nel Parco Nazionale dello Stelvio. Dai primi anni del duemila una coppia di gipeti, probabilmente proveniente dalla Francia, si è stabilita nell'area di Courmayeur ai piedi del Monte Bianco.[48]

### Resto del Mondo[49]
- Orice d'Arabia - Estinto in natura e reintrodotto in Oman, Emirati Arabi Uniti, Israele.[50][51]
- Bisonte europeo - Estinto in natura e reintrodotto[52][53] in Polonia e Bielorussia (successo), in altre parti d'Europa (in corso) e nel Regno Unito (proposto).
- Ghepardo - Estinto in India, è stato reintrodotto nel Parco Nazionale Kuno-Palpur, nello Stato del Madhya Pradesh[54].
- Avvoltoio[55] - Reintrodotto in Bulgaria, Portogallo e Croazia.
- Lince eurasiatica[56] - Reintrodotta in Svizzera, Slovenia, Croazia, Francia, Italia, Repubblica Ceca, Germania e Austria.
- Woylie - Reintrodotto in Australia dopo essere scomparso da circa un secolo[57].
- Furetto dai piedi neri - Reintrodotto nei parchi nazionali degli Stati Uniti[58].
- Nibbio reale - Reintrodotto in Inghilterra[59].
- Cavallo di Przewalski[60] - Reintrodotto in Cina.